# Памятный знак Героям-лётчикам 16-й воздушной армии
Памятный знак Героям-лётчикам 16-й воздушной армии — памятник воинской славы в стиле советского модернизма, установленный в 1975 году в Курске, в честь лётчиков авиасоединения, сражавшихся летом 1943 года на Северном фасе Курской дуги под командованием генерал-лейтенанта авиации Сергея Игнатьевича Руденко (впоследствии Герой Советского Союза, маршал авиации).

## История
Проект памятного знака был составлен в 1974 году архитекторами Виктором Петровичем Семенихиным, Михаилом Павловичем Хилюком и скульптором М. А. Кузовлёвым. Все детали памятника были безвозмездно изготовлены предприятиями Кировского района города Курска, которые также осуществили их монтаж на месте. Установлен знак был в Курске на развилке улиц Аэропортовской и Союзной. Торжественное открытие прошло 8 мая 1975 года. На церемонии открытия присутствовали лётчики, участвовавшие в Курской битве: Герой Советского Союза подполковник Пётр Максимович Однобоков, офицер П. М. Головин из 617-го штурмового авиаполка и Герой Советского Союза генерал-майор Александр Иванович Полунин из 118-го гвардейского штурмового авиаполка.
Памятный знак является объектом культурного наследия (памятник истории) Курской области регионального значения. Из-за особенностей архитектурной композиции и применения стиля советского модернизма, усложнивших трактовку памятного знака, помимо официального названия, среди жителей города Курска, используются и неофициальные названия знака: «3 пики», «Шпили», «Памятник лётчикам».

## Описание
Памятник представляет собой три устремлённых ввысь пилона, обшитых металлическими листами (изначально окрашенных серебряной краской), в форме стреловидных крыльев самолёта. В первой трети пилоны пересекаются горизонтальным объёмом в виде усечённого клина (сужающегося параллелепипеда), также обшитого металлическими листами, отождествляемого с фюзеляжем, стремительно летящего штурмовика. На усечённой вершине клина и смежных с ней гранях установлены накладные чеканные алюминиевые горельефы, на которых абстрактно изображены лица лётчиков-героев (центральная грань), а также годы начала и окончания Великой Отечественной войны (смежные левая и правая грани).